# پامپلونا، کامارینه جنوبی
پامپلونا، کامارینه (به لاتین: Pamplona, Camarines Sur) یک منطقهٔ مسکونی در فیلیپین است که در کامارینه جنوبی واقع شده‌است.